# Mecca for Moderns
Mecca for Moderns è il quinto album del gruppo vocale statunitense The Manhattan Transfer, pubblicato nel 1981 dalla Atlantic Records.
Il brano Until I Met You (Corner Pocket) vinse il Grammy Award for Best Jazz Vocal Performance, Duo or Group 1982.

## Tracce
1. On the Boulevard - (Jay Graydon, Richard Page, Marc Jordan) - 4:08
2. Boy from New York City - (John Taylor, George Davis) - 3:40
3. (Wanted) Dead or Alive - (Art DeCoteau, Slinger Francisco) - 3:27
4. Spies in the Night - (Jay Graydon, David Foster, Alan Paul) - 3:59
5. Smile Again - (Jay Graydon, David Foster, Bill Champlin, Alan Paul) - 4:33
6. Until I Met You (Corner Pocket) - (Freddie Green, Don Wolf) - 5:17
7. (The Word Of) Confirmation - (Charlie Parker, Eddie Jefferson) - 3:14
8. Kafka - (Bernard Kafka, Jay Graydon) - 4:08
9. A Nightingale Sang in Berkeley Square - (Eric Maschwitz, Manning Sherwin) - 3:46

## Formazione
- The Manhattan Transfer - voce
  - Cheryl Bentyne
  - Tim Hauser
  - Alan Paul - arrangiamento vocale (numero 2, numero 4)
  - Janis Siegel - arrangiamento vocale (numero 6)
- Jay Graydon - chitarra (numero 1-4, numero 8), sintetizzatore (numero 1, numero 3), arrangiamento (numero 1-6, numero 8), arrangiamento vocale (numero 4, numero 6)
- Abraham Laboriel - basso elettrico
- Steve Gadd - batteria (numero 1, numero 3-8)
- Mike Baird - batteria (numero 2)
- Steve Lukather - chitarra (numero 1, numero 4-5)
- Victor Feldman - pianoforte, pianoforte elettrico (numero 1)
- Dean Parks - chitarra(numero 2, numero 8)
- David Foster - pianoforte (numero 2, numero 4-5), testiere (numero 5), arrangiamento archi (numero 5)
- Don Roberts - sassofono tenore (numero 2)
- Jerry Hey - tromba (numero 2)
- Greg Mathieson - organo, sintetizzatore (numero 3)
- Tom Scott - sassofono, lyricorn (numero 3)
- Alex Acuña - percussioni (numero 3)
- Andy Norell - steel drum, campanaccio (numero 3)
- Mike Boddicker - sintetizzatore (numero 4, numero 8)
- Yaron Gershovsky pianoforte (numero 6, numero 8)
- Al Viola - chitarra (numero 6)
- Richie Cole - sassofono contralto (numero 7)
- Jon Hendricks - scat (numero 7)
- Milcho Leviev - pianoforte (numero 7), arrangiamento (numero 7), sintetizzatore (numero 8)
- Bernard Kafka - arrangiamento (numero 8)
- Steve George - sintetizzatore (numero 8)
- Mike Boddiker - programmazione sintetizzatore (numero 8)
- Gene Puerling - arrangiamento (numero 9)

## Edizioni
- 1981 – LP, Atlantic Records SD 16036, USA
- 1981 – LP, Atlantic Records WEA W 50791, Europa

1981- MC Atlantic Records 450791 WE 451 Europe 
- 1981 – LP, Atlantic Records WEA K 50789, Regno Unito
- 1990 – CD, Rhino Records 075678148224, USA
- 2010 – Original Album Series, CD (x5), Rhino Records 8122798369

### Singoli
- 1981 – Boy From New York City / Confirmation, 45gg, Atlantic Records 3816, USA
- 1981 – Smile Again / Until I Met You (Corner Pocket), 45gg, Atlantic Records 3855, USA
- 1981 – Spies In The Night / Kafka, 45gg, Atlantic Records 3877, USA
- 1981 – Route 66 / On The Boulevard, 45gg, Atlantic Records 4034, USA, Route 66 in versione in studio apparsa nella colonna sonora del film Pelle di sbirro di Burt Reynolds[2][3]